# Národní muzeum Přemyšlska
Národní muzeum Přemyšlska (polsky Muzeum Narodowe Ziemi Przemyskiej w Przemyślu) je muzejní instituce sídlící v moderní budově z roku 2008 a je umístěné v centru Přemyšle (pl. Berka Joselewicze) v Podkarpatskému vojvodství, v místě, kde se před několika desítkami let nacházely židovské domy.

## Historie

### 20. století – založení muzea
Muzeum bylo založeno v roce 1909, z iniciativy místních aktivistů, pod názvem Muzeum společnosti přátel vědy v Přemyšlu. Slavnostní zahájení první výstavy se konalo 10. dubna 1910. Základem expozice byla soukromá sbírka Kazimierze a Tadeusze Osińských a četné dary zakládajících členů společnosti.

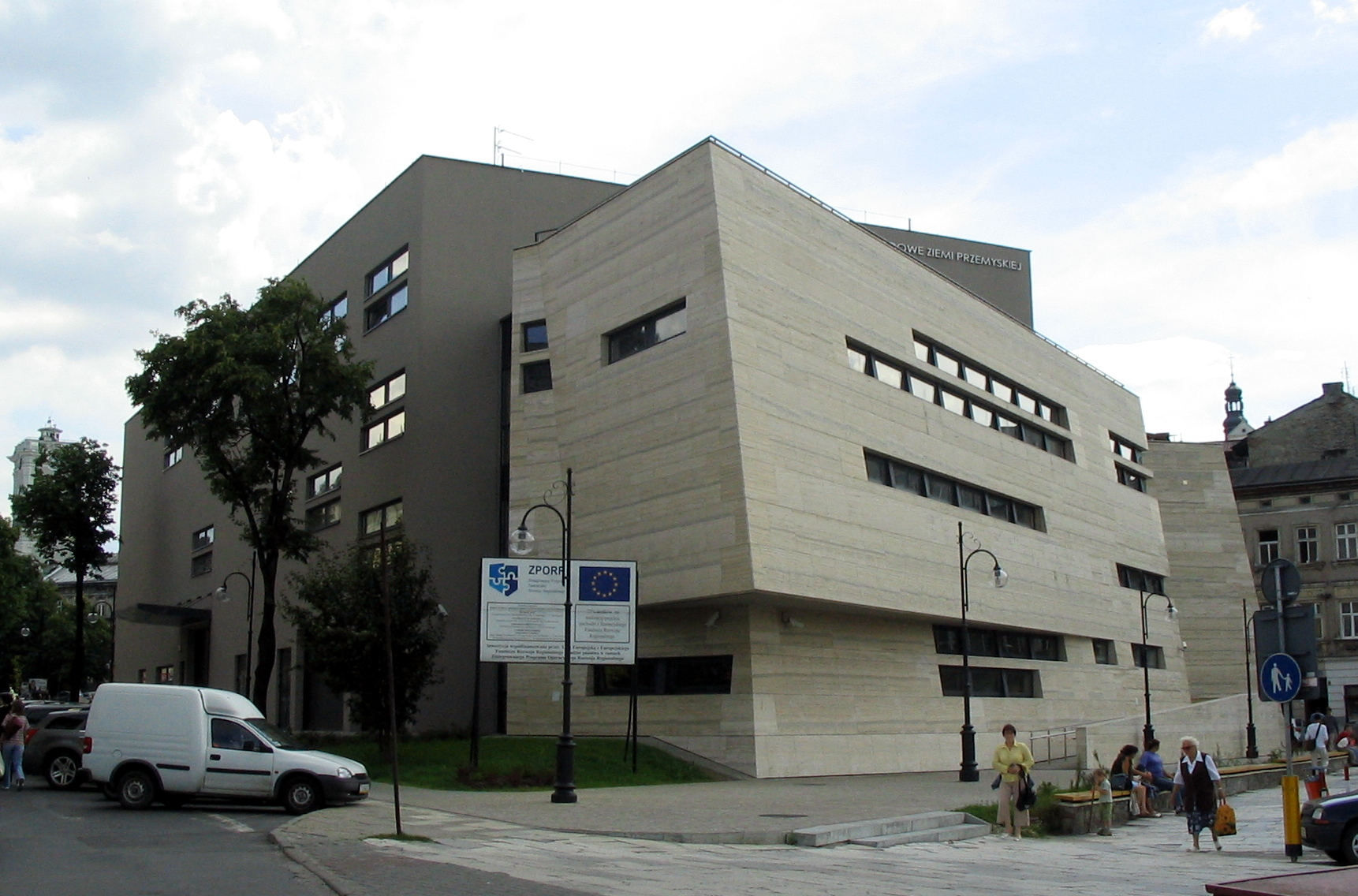
Národní muzeum Přemyšlska

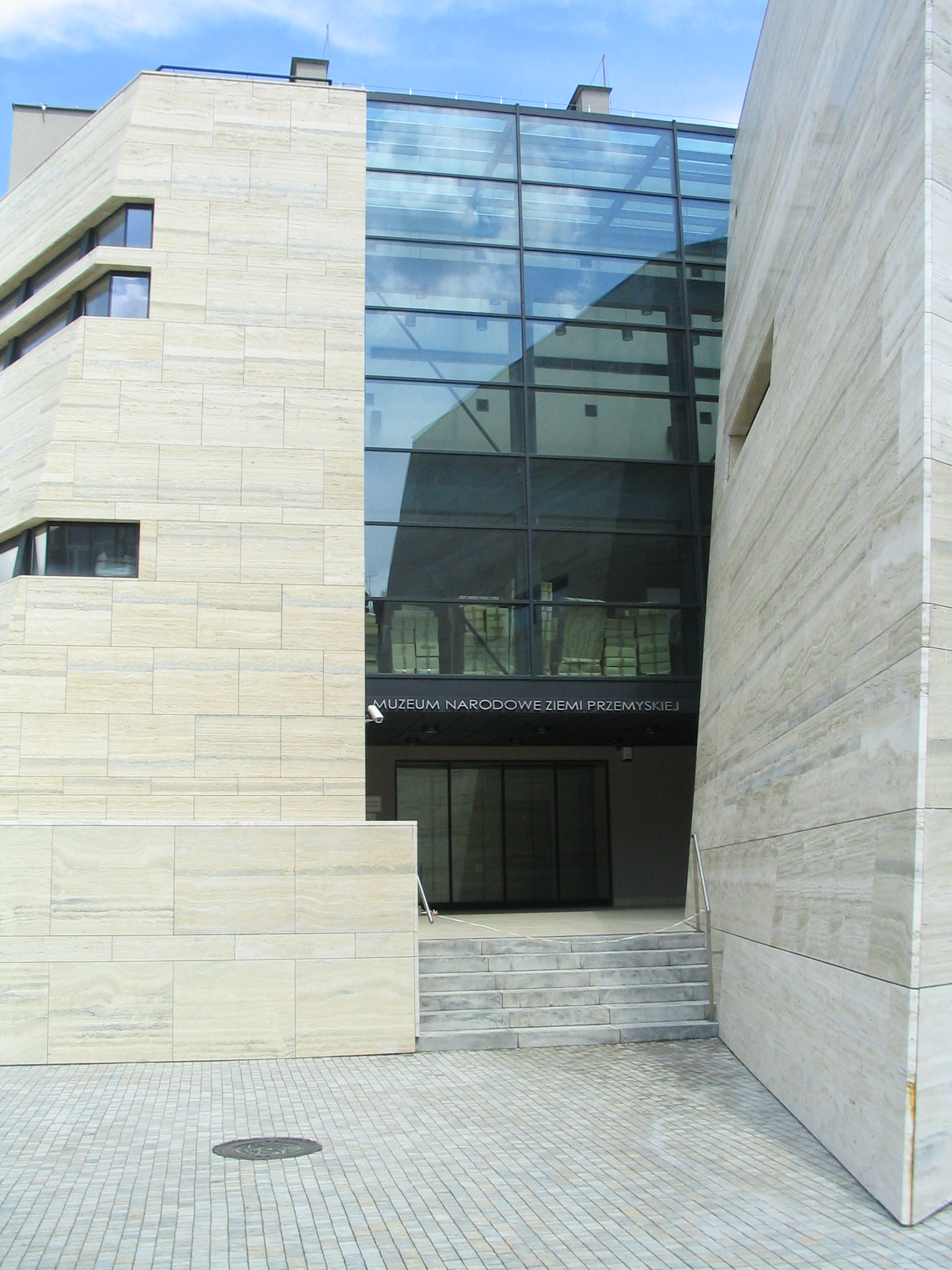
Národní muzeum Přemyšlska

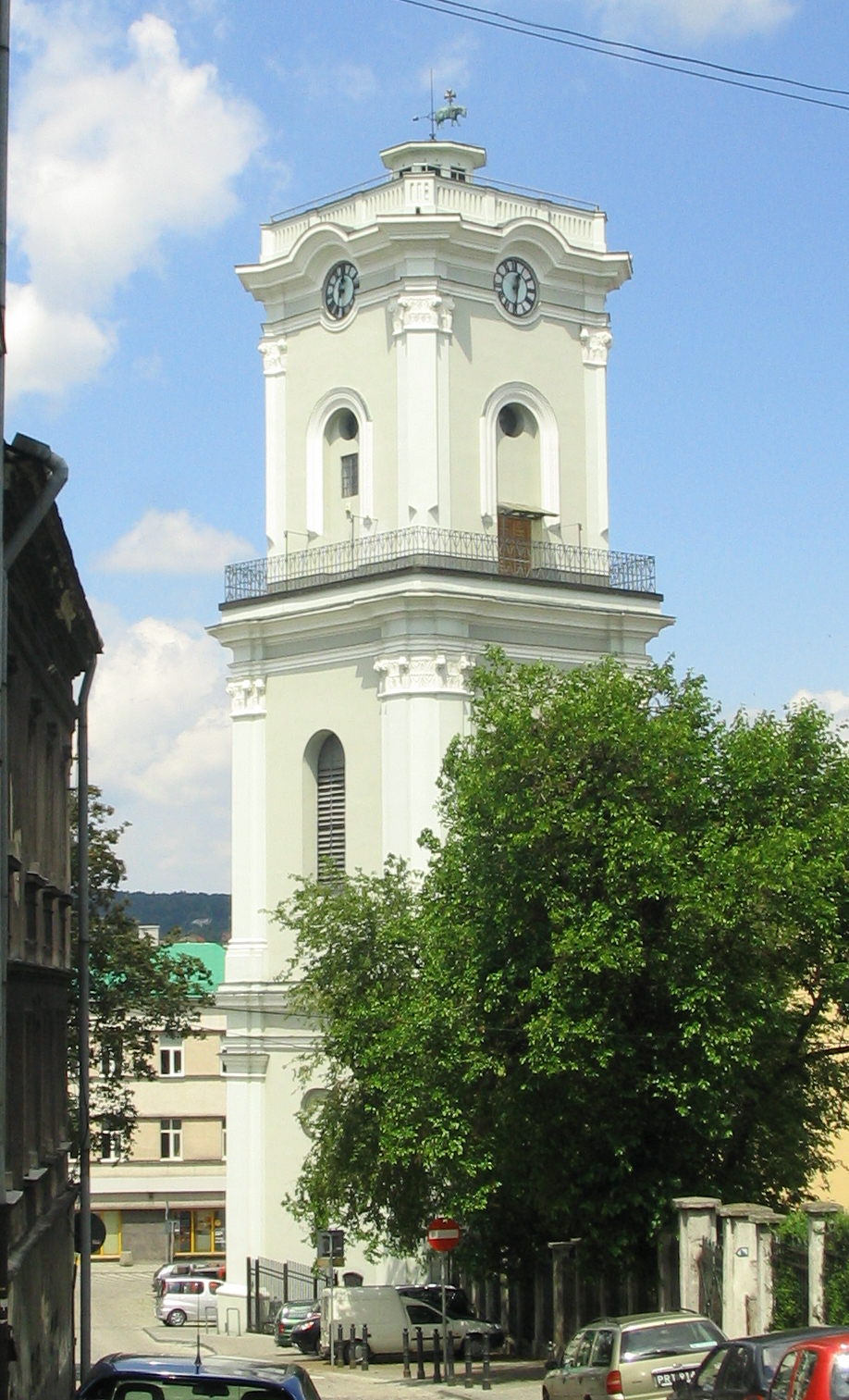
Hodinová věž - Muzeum zvonů a dýmek

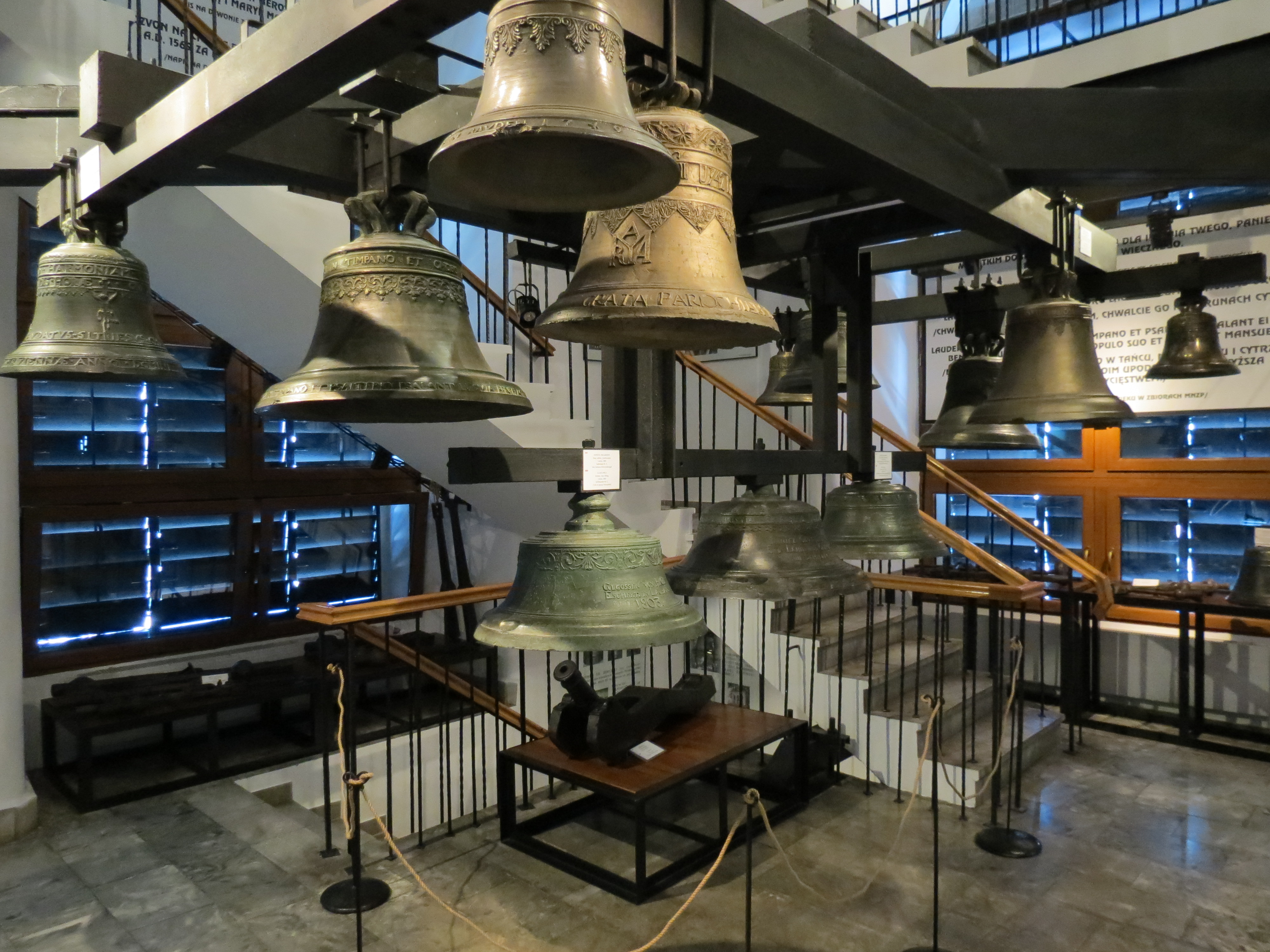
Hodinová věž - Muzeum zvonů a dýmek

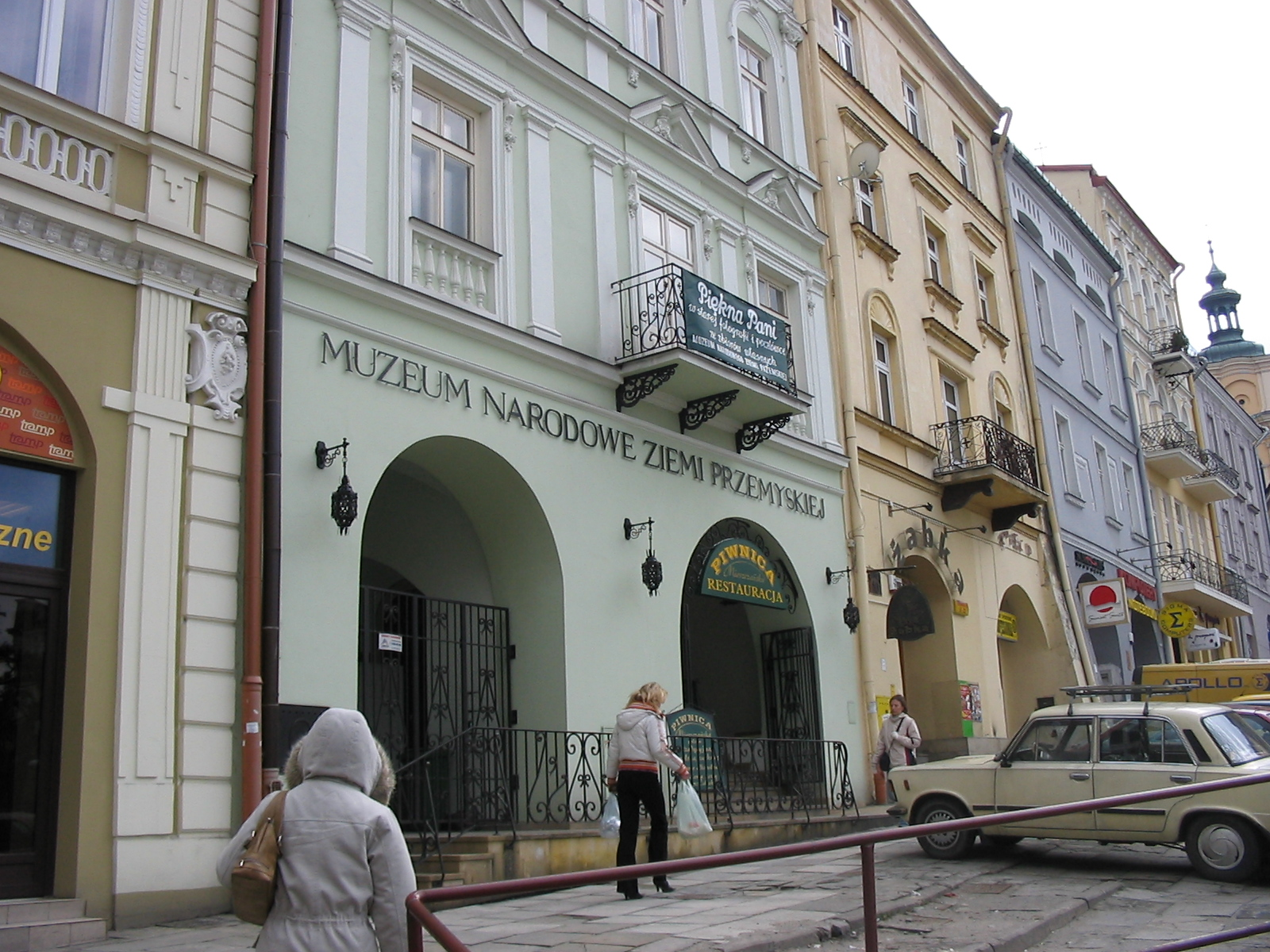
Dům Břikovských - Muzeum historie města Přemyšl (Rynek 9)

V roce 1921, poté co se připojili k organizaci Asociace historických a uměleckých muzeí v Poznani, byl přijat název Národní muzeum Přemyšlska a tento název byl reaktivován v roce 1984.
V meziválečném období se instituce potýkala s finančními a prostorovými problémy a několikrát změnila své sídlo. V roce 1945, v důsledku nařízení polských úřadů, muzeum převzalo znárodněné sbírky ukrajinského muzea „Strywihor“. V následujícím roce, po likvidaci řeckokatolické církve v Polsku, zařízení získalo pro své sbírky impozantní budovu - bývalé sídlo řeckokatolických biskupů, tzv. Palác řeckokatolických biskupů (pl. Czacki 3).

### 21. století – nová budova
V roce 2000, po navrácení této budovy původnímu vlastníku, bylo rozhodnuto o vybudování nového sídla muzea. Byla vypsána soutěž. které se zúčastnilo 104 uchazečů. Vítězný projekt vypracovala kancelář architektů KKM Kozień Architekci.
16. prosince 2008 bylo slavnostní otevření nové moderní budovy Národního muzea Přemyšlska. Byla to, po 2. světové válce, první nová stavba Národního muzea v Polsku.

### Expozice
Během 100 let provozu muzeum zpřístupnilo veřejnosti stovky výstav a více než 200 titulů vlastních publikací. V současné době je muzeum institucí s více odděleními a má sbírky v oblasti archeologie, etnografie, historie, umění, řemesel a přírody. Knihovní sbírky obsahují přes 36 000 svazků knih a časopisů.
Ve sbírce muzea jsou, kromě jiného, rozsáhlé sbírky vědecké práce profesora Rudolfa Weigla, který vyvinul očkovací látku proti skvrnitému tyfu. Převážnou část této sbírky, která obsahuje knihy, časopisy s publikacemi vědeckých prací a článků, fotografie a novinové články o prof. Weigelovi, daroval prof. Stefan Kryński. Muzeum spolupracuje s mnoha vědeckými a kulturními institucemi v tuzemsku i zahraničí.
V květnu 2016 zahájila v prostorách Muzea svoji činnost společensko-osvětová společnost Bunkier Stage, která organizuje představení, koncerty, setkání s umělci, novináři a lidmi z kultury.

## Externí expozice

### Muzeum zvonů a dýmek
Existuje od roku 2001. Nachází se v pozdně barokní tzv. Hodinové věži na Starém Městě. Tato věž byla postavena jako zvonice budoucí řeckokatolické katedrály, po reformách Josefa II. se stala majetkem města, sloužila jako hlásná a požární věž a v roce 1983 byla předána Národnímu muzeu. Rekonstrukce pro přípravu budovy na výstavní účely byly ukončeny až v roce 2002. V 1. a 7. patře jsou expozice dýmek, od 2. patra po 5. patro je expozice zvonů a zvonařství, kterým se Přemyšl proslavil. Kromě toho má věž dvě vyhlídkové terasy.

### Muzeum historie města Přemyšl
Otevřeno bylo v roce 2005 a nachází se ve 2 sousedících domech. První se nachází na hlavním náměstí (Rynek 9), je z 16. století a nese název po původních majitelích - Dům Břikovských (Kamienica Brzykowska). Druhý dům je s ním propojen a stojí na adrese Serbańska 7. V domě na náměstí jsou i výstavní sály.